# Diagonal Mar i el Front Marítim del Poblenou

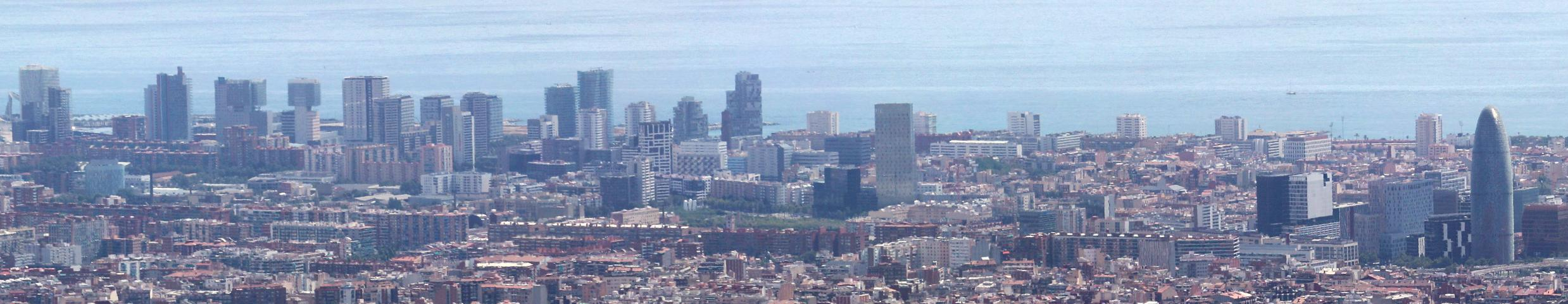
Barcelona Business Centre.

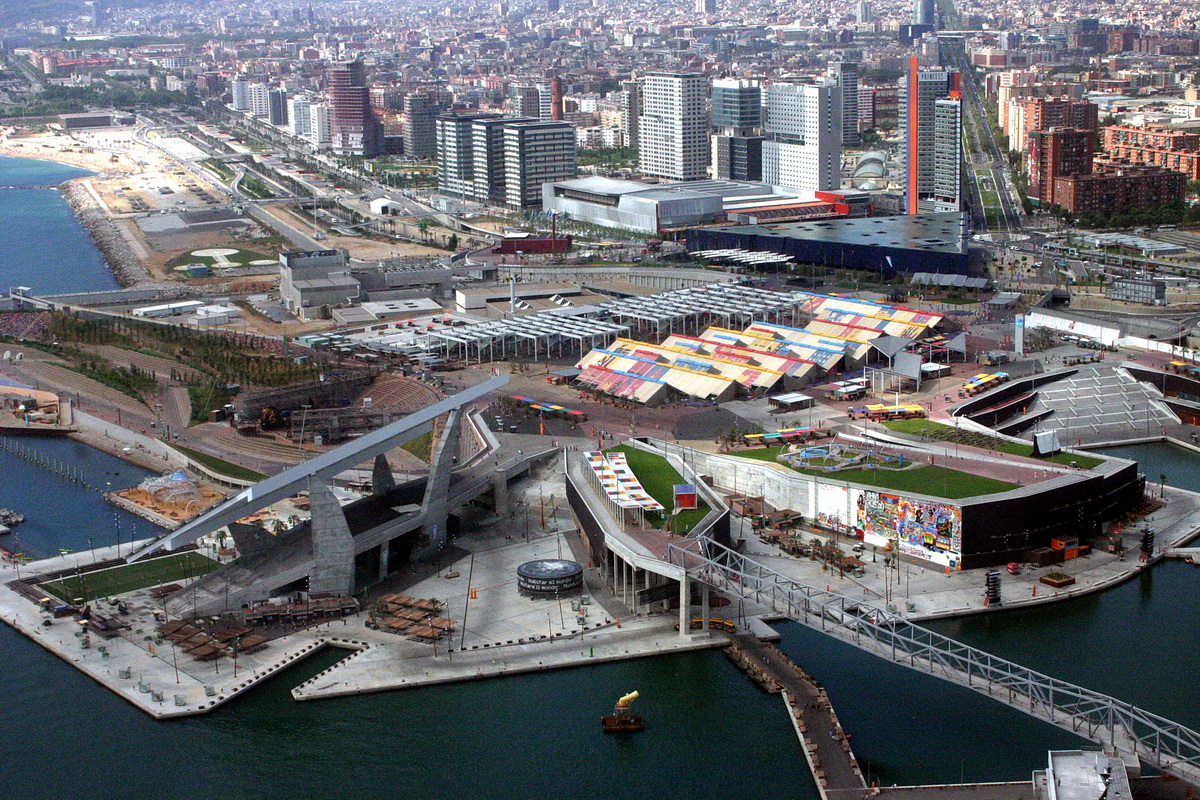
Vista do bairro com o Fórum das culturas em primeiro plano.

Diagonal Mar i el Front Marítim del Poblenou é um bairro da cidade de Barcelona, Espanha, situado no distrito de Sant Martí. É um dos bairros mais novos da cidade condal e foi desenhado e criado por plano urbanístico que se realizou para a celebração do Fórum Universal de les Cultures de Barcelona, em 2004. Atualmente ainda está em fase de desenvolvimento.
Recebe este nome devido a sua situação, encontrando-se justo ao princípio da Avenida Diagonal desembocando no mar Mediterrâneo.